# 相對速度

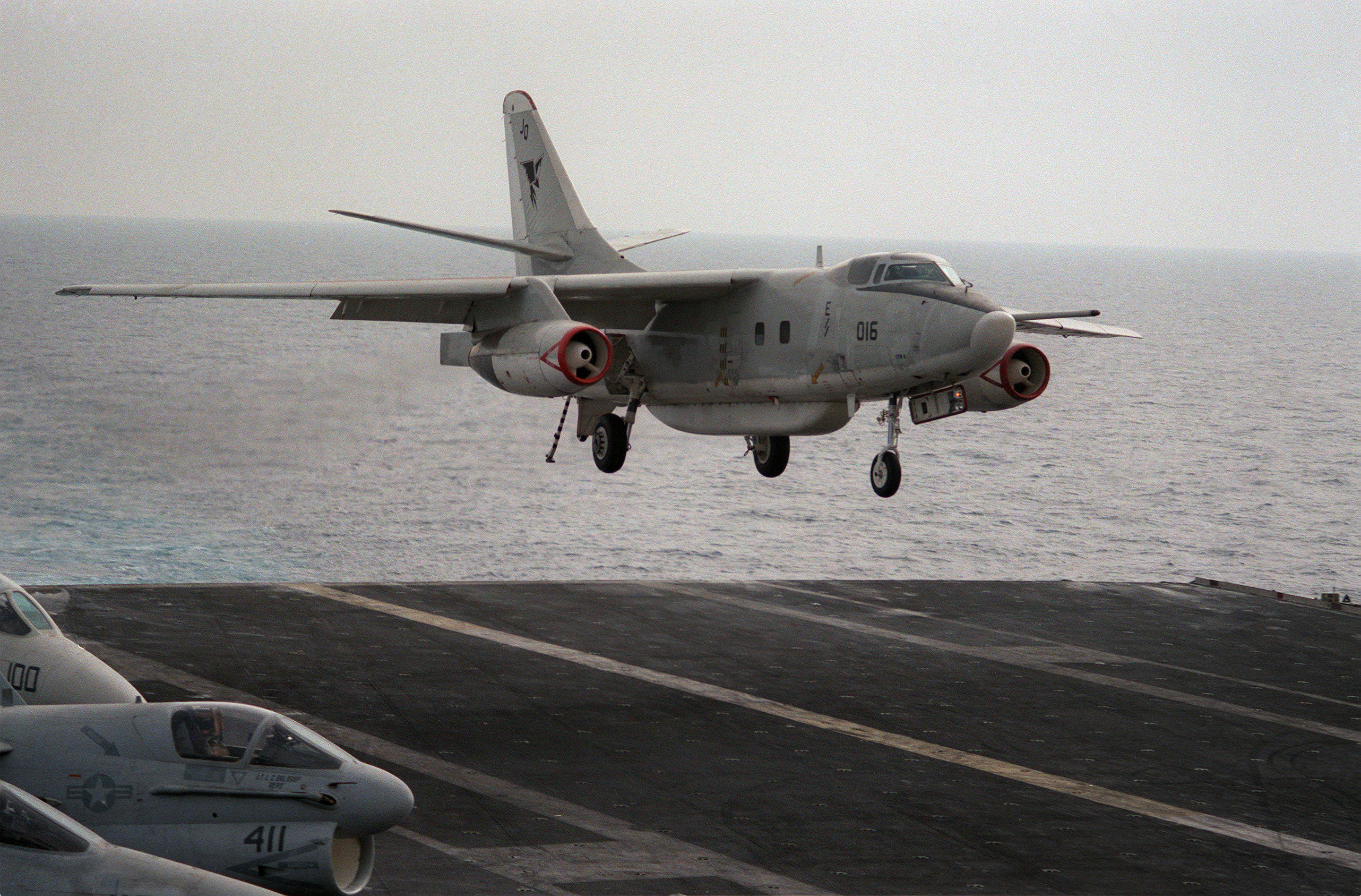
EA-3在航母上降落，相對速度是飛機速度減去航母速度

相對速度是力學中，在單一的座標系統下，求得的兩個速度不同物體之間的速度向量。
例如，如果在給定的座標系統中，A和B物體的速度分別是{\displaystyle \mathbf {v} _{A}}和{\displaystyle \mathbf {v} _{B}}，則A相對於B的相對速度（也可以稱為A相對於B的速度，{\displaystyle \mathbf {v} _{A/B}}，或{\displaystyle \mathbf {v} _{A\mathrm {\ rel\ } B}}）是
{\displaystyle \mathbf {v} _{A\mathrm {\ rel\ } B}=\mathbf {v} _{A}-\mathbf {v} _{B}}。
反過來說，B相對於A的相對速度是 
{\displaystyle \mathbf {v} _{B\mathrm {\ rel\ } A}=\mathbf {v} _{B}-\mathbf {v} _{A}}。
"A相對於B的速度"的表示法是比"A在B永遠是靜止的座標系統中的速度"更為簡潔。

## 外部連結
- Relative Motion at HyperPhysics （页面存档备份，存于）
- A Java applet illustrating Relative Velocity, by Andrew Duffy （页面存档备份，存于）